# Come icsare un paragrabo
Come icsare un paragrabo (X-ing a Paragrab) è un racconto di Edgar Allan Poe pubblicato nel 1849.

## Trama
Il racconto, come altri di Poe, descrive ironicamente il mondo dell'editoria e del giornalismo. Scappefuggi Testatosta si trasferisce nella città di Alessandromagnopoli, dove fonda il giornale «Tè bollente», che entra subito in concorrenza con l'altra testata cittadina, la «Gazette» diretta da John Smith. Scappefuggi riserva sempre strali all'avversario, il quale a sua volta lo richiama sull'eccessivo uso di “Oh” nei suoi articoli. Indispettito, il direttore scrive allora un brano in cui usa come unica vocale la “o”, ma al  momento di impaginare e stampare il giornale, Bob, il ragazzo della tipografia, si accorge che tutte le “o” sono state rubate dalla cassetta dei caratteri. Alla fine, il giovane decide di ricorrere a uno stratagemma già utilizzato: comporre il «paragrabo» (come viene da lui chiamato) sostituendo la lettera mancante con la “x”. Il testo viene così mandato in stampa e la mattina dopo i lettori, non capendo cosa ci sia scritto e convinti che si tratti di una formula diabolica, accorrono alla casa di Scappefuggi per linciarlo, ma la trovano vuota. Tutta la vicenda – lo strano editoriale e la scomparsa del direttore – viene quindi avvolta da un'aura di mistero.